# Тепляков, Евгений Нодариевич
Евгений Нодариевич Тепляков (род. 9 августа 1972, Сочи, Краснодарский край) — российский политический деятель, депутат Государственной Думы ФС РФ четвертого (2003—2007) и пятого (2007-2011) созывов.

## Биография
Родился в Сочи, настоящая фамилия — Багишвили.
В 1991 году окончил Сочинское педагогическое училище.
Отец — Нодарий Багишвили, бизнесмен и полковник милиции. Был убит в 2003 году.
Самого Евгения Теплякова обвиняют в связях с криминалом.

### Депутат государственной думы
В 2005 году получил мандат депутата Государственной думы 4 созыва (мандат освободился после того как Арсен Каноков стал главой Кабардино-Балкарской Республики). Был членом Комитета по безопасности, членом Комиссии по проблемам Северного Кавказа.
Координатор Краснодарского регионального отделения ЛДПР в 2007 году.
В 2007 году был избран депутатом Государственной Думы ФС РФ пятого созыва от ЛДПР, был членом партийной фракции.
В 2016 году баллотировался в Государственную думу от ЛДПР, избран не был.